# Saint-Just (Puy-de-Dôme)
Pour les articles homonymes, voir Saint-Just (homonymie).
Saint-Just (localement prononcé /sɛ̃.ʒy/) est une commune française, située dans le département du Puy-de-Dôme en région Auvergne-Rhône-Alpes.
Certaines personnes[Qui ?] utilisent la dénomination (non officielle) de « Saint-Just-de-Baffie » ancienne commune qui a été démembrée en 1872 en deux communes : Saint-Just et Baffie.

## Géographie

### Lieux-dits et écarts
Lieux-dits : le Bourg, la Cartelade, Chaillargues, Chassagnolles, Chomotte, Combest, le Cros, Fontlobines, la Guesle, Issartier, le Mas, le Mont, le Moulin d'Issartier, la Narse, les Paulzes, la Pierre Plate, Plagne, les Planches, les Sabots, Saint-Priest, Vareilles, Veillette.

### Communes limitrophes
Ses communes limitrophes sont : Baffie, Beurières, Chaumont-le-Bourg, Églisolles, Grandrif, Marsac-en-Livradois, Medeyrolles, Saint-Martin-des-Olmes et Viverols.

### Climat
Pour des articles plus généraux, voir Climat d'Auvergne-Rhône-Alpes et Climat du Puy-de-Dôme.
En 2010, le climat de la commune est de type climat des marges montargnardes, selon une étude du Centre national de la recherche scientifique s'appuyant sur une série de données couvrant la période 1971-2000. En 2020, Météo-France publie une typologie des climats de la France métropolitaine dans laquelle la commune est exposée à un climat de montagne ou de marges de montagne et est dans la région climatique  Nord-est du Massif Central, caractérisée par une pluviométrie annuelle de 800 à 1 200 mm, bien répartie dans l’année. 
Pour la période 1971-2000, la température annuelle moyenne est de 9,2 °C, avec une amplitude thermique annuelle de 16,5 °C. Le cumul annuel moyen de précipitations est de 913 mm, avec 10,3 jours de précipitations en janvier et 7,4 jours en juillet. Pour la période 1991-2020, la température moyenne annuelle observée sur la station météorologique de Météo-France la plus proche, « Ambert », sur la commune d'Ambert à 10 km à vol d'oiseau, est de 10,1 °C et le cumul annuel moyen de précipitations est de 860,2 mm,. Pour l'avenir, les paramètres climatiques de la commune estimés pour 2050 selon différents scénarios d'émission de gaz à effet de serre sont consultables sur un site dédié publié par Météo-France en novembre 2022.

## Urbanisme

### Typologie
Au 1er janvier 2024, Saint-Just est catégorisée commune rurale à habitat très dispersé, selon la nouvelle grille communale de densité à sept niveaux définie par l'Insee en 2022.
Elle est située hors unité urbaine. Par ailleurs la commune fait partie de l'aire d'attraction d'Ambert, dont elle est une commune de la couronne,. Cette aire, qui regroupe 29 communes, est catégorisée dans les aires de moins de 50 000 habitants,.

### Occupation des sols
L'occupation des sols de la commune, telle qu'elle ressort de la base de données européenne d’occupation biophysique des sols Corine Land Cover (CLC), est marquée par l'importance des forêts et milieux semi-naturels (75,4 % en 2018), une proportion sensiblement équivalente à celle de 1990 (75,6 %). La répartition détaillée en 2018 est la suivante : 
forêts (75,4 %), prairies (13,6 %), zones agricoles hétérogènes (11 %). L'évolution de l’occupation des sols de la commune et de ses infrastructures peut être observée sur les différentes représentations cartographiques du territoire : la carte de Cassini (XVIIIe siècle), la carte d'état-major (1820-1866) et les cartes ou photos aériennes de l'IGN pour la période actuelle (1950 à aujourd'hui).

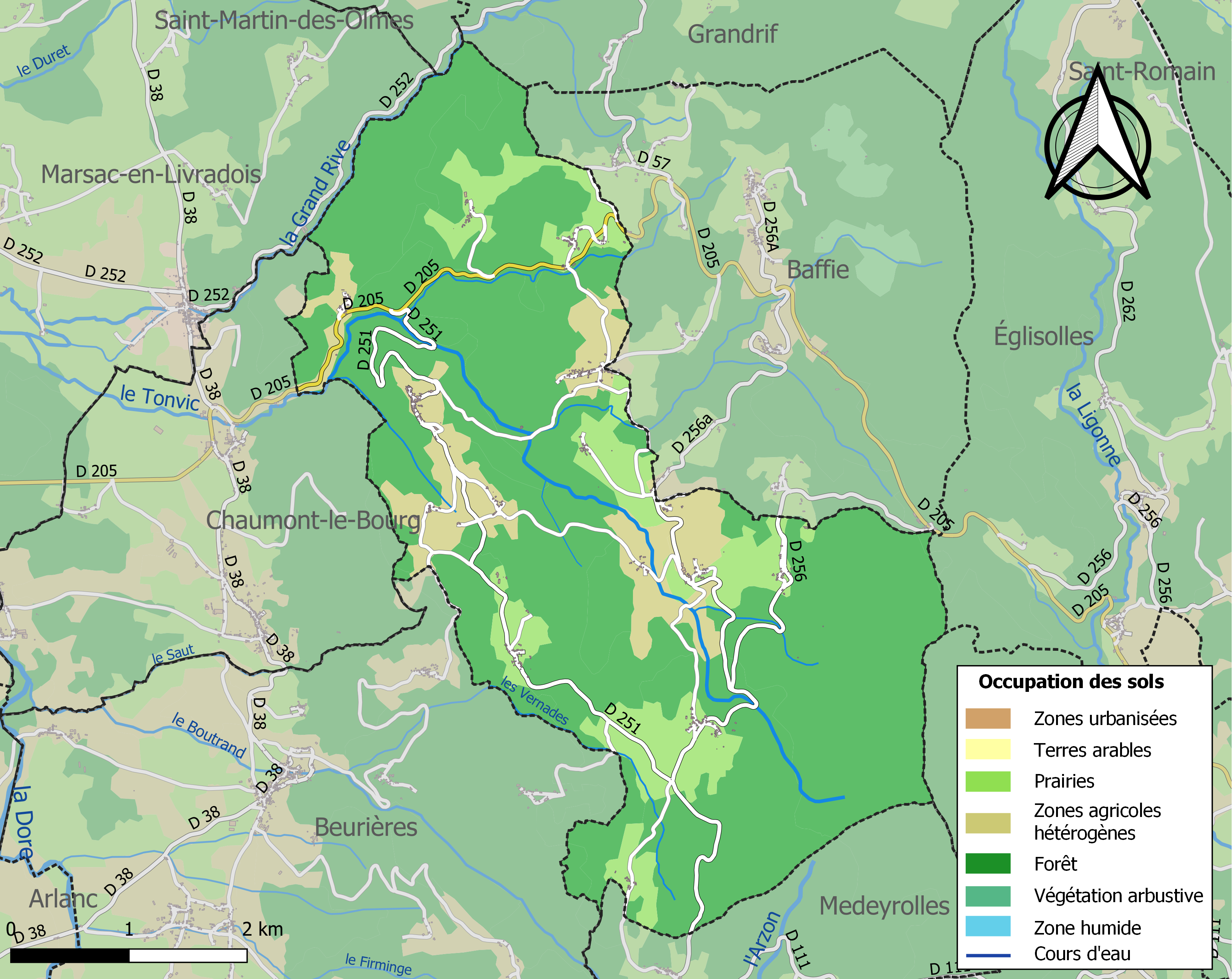
Carte des infrastructures et de l'occupation des sols de la commune en 2018 (CLC).

## Toponymie
La prononciation locale du nom du village (/sɛ̃.ʒy/) en français, vient de la prononciation occitane locale, qui ne prononce jamais le phonème -st en position finale. On retrouve d'ailleurs cette particularité de la langue locale dans d'autres toponymes du département, comme Sancy (Sant-Sist prononcé /sɑ̃ˈʃi/) ou encore Saint-Priest (Sent Prist prononcé /sɛ̃ˈpʁi/).

## Histoire
Au cours de la période révolutionnaire de la Convention nationale (1792-1795), la commune a porté le nom de Bel-Air.
La commune de Saint-Just a été créée en 1872 par démembrement de la commune de Saint-Just-de-Baffie.
Le 23 décembre 2020, trois militaires de la Gendarmerie sont tués et un autre blessé par arme à feu par un homme de 48 ans, alors qu'ils tentaient de porter secours à une femme ayant trouvé refuge sur le toit d'une maison.

### Lieux et monuments

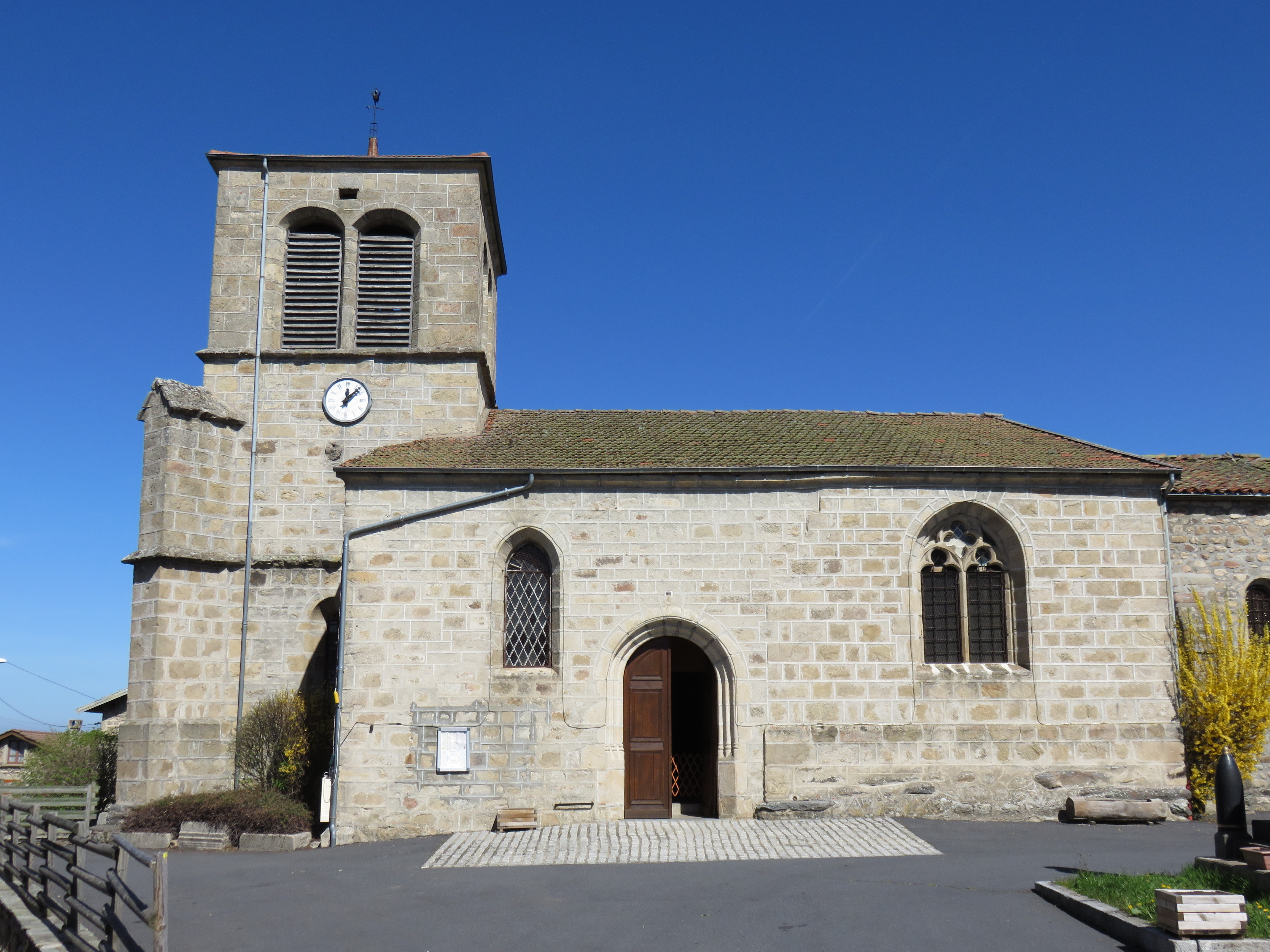
L'église Saint-Just de Saint-Just en 2017.

## Politique et administration
| Période                                  | Période                        | Identité          | Étiquette | Qualité         |
| ---------------------------------------- | ------------------------------ | ----------------- | --------- | --------------- |
| Les données manquantes sont à compléter. |                                |                   |           |                 |
| mars 2001                                | mars 2008                      | Georges Pinel     |           |                 |
| mars 2008                                | En cours (au 9 septembre 2020) | François Chautard |           | Employé d'usine |

## Population et société

### Démographie
L'évolution du nombre d'habitants est connue à travers les recensements de la population effectués dans la commune depuis 1793. Pour les communes de moins de 10 000 habitants, une enquête de recensement portant sur toute la population est réalisée tous les cinq ans, les populations de référence des années intermédiaires étant quant à elles estimées par interpolation ou extrapolation. Pour la commune, le premier recensement exhaustif entrant dans le cadre du nouveau dispositif a été réalisé en 2005.

En 2022, la commune comptait 147 habitants, en évolution de −6,96 % par rapport à 2016 (Puy-de-Dôme : +2,1 %, France hors Mayotte : +2,11 %).
| 1793  | 1800  | 1806  | 1821  | 1831  | 1836  | 1841  | 1846  | 1851  |
| ----- | ----- | ----- | ----- | ----- | ----- | ----- | ----- | ----- |
| 1 731 | 1 860 | 2 162 | 2 328 | 2 315 | 2 219 | 2 186 | 2 183 | 2 090 |

| 1856  | 1861  | 1866  | 1872  | 1876  | 1881  | 1886  | 1891  | 1896 |
| ----- | ----- | ----- | ----- | ----- | ----- | ----- | ----- | ---- |
| 1 978 | 1 934 | 1 803 | 1 202 | 1 200 | 1 156 | 1 141 | 1 113 | 932  |

| 1901 | 1906 | 1911 | 1921 | 1926 | 1931 | 1936 | 1946 | 1954 |
| ---- | ---- | ---- | ---- | ---- | ---- | ---- | ---- | ---- |
| 907  | 824  | 779  | 606  | 593  | 573  | 511  | 415  | 365  |

| 1962 | 1968 | 1975 | 1982 | 1990 | 1999 | 2005 | 2006 | 2010 |
| ---- | ---- | ---- | ---- | ---- | ---- | ---- | ---- | ---- |
| 317  | 294  | 252  | 193  | 172  | 172  | 150  | 148  | 171  |

| 2015 | 2020 | 2022 | - | - | - | - | - | - |
| ---- | ---- | ---- | - | - | - | - | - | - |
| 160  | 152  | 147  | - | - | - | - | - | - |

## Divers
- La commune de Saint-Just a longtemps été adhérente du parc naturel régional Livradois-Forez, mais n'a pas signé la charte 2010. Elle le réintègre en 2017.